# Kanton Malleray
Der Kanton Malleray (französisch Canton de Malleray) war ein Kanton der Ersten Französischen Republik auf dem Gebiet des heutigen Kantons Bern in der Schweiz.
Er entstand am 19. November 1797, als die formell noch nicht annektierte südliche Hälfte des ehemaligen Fürstbistums Basel dem im Jahr 1793 geschaffenen Département Mont-Terrible zugeteilt wurde. Der Kanton entsprach ungefähr dem westlichen Teil des Territoriums der früheren Propstei Moutier-Grandval und umfasste 14 Gemeinden:
| - Bévilard - Champoz - Châtelat - Court - Loveresse - Malleray (Hauptort) - Pontenet | - Reconvilier - Saicourt - Saules - Sornetan - Sorvilier - Souboz - Tavannes |

Laut einem Rundschreiben des Innenministeriums vom 7. Frimaire des Jahres VI (27. November 1797) zählte der Kanton Malleray 3218 Einwohner, von denen 874 wahlberechtigt waren. Er wurde gemäss dem Gesetz vom 28. Pluviôse des Jahres VIII (17. Februar 1800) aufgehoben und die Gemeinden kamen zum Kanton Courtelary im Arrondissement Delsberg des Départements Haut-Rhin.